# Пуровськ – Ноябрьськ – Південний Балик – Тобольськ
Пуровськ – Ноябрьськ – Південний Балик – Тобольськ – трубопровід, призначений для транспортування зріджених вуглеводневих газів (ЗВГ).
Станом на початок 2010-х років під контролем нафтохімічного холдингу «Сибур» перебував  виробничий майданчик у Тобольську, де, зокрема, діяла установка розділення фракції С3+ (у російській термінології відома як широка фракція легких вуглеводнів, ШФЛУ), що мала доступ до спеціалізованого продуктопроводу для ШФЛУ Сургут – Південний Балик – Тобольськ. При цьому на півночі тієї ж Тюменської області з 2005-го компанія «Новатек» вводила в дію Пуровський завод з переробки конденсату, що мав стати найбільшим виробником ШФЛУ в країні. Як наслідок, виник проект спорудження продуктопроводу від Пуровська до Тобольська, що дозволило б запустити в останньому нові потужності з фракціонування та різноманітні похідні виробництва.
В 2014-му ввели в дію трубопровід загальною довжиною 1106 км, який включає ділянки:
- Пуровськ – Ноябрьськ – Південний Балик довжиною 689 км та діаметром 530 мм;
- Південний Балик – Тобольськ завдовжки 417 км та діаметром 720 мм.
В Ноябрьську система отримує додатковий ресурс від продуктопроводів Губкінський ГПЗ – Муравленківський ГПЗ – Ноябрьськ та Вингапурівський ГПЗ – Ноябрьськ. У Південному Балику існує можливість прийому ШФЛУ з продуктопроводу Нижньовартовськ – Південний Балик та Південно-Баликського ГПЗ.
Пропускна здатність системи становить 4 млн тон на ділянці Пуровськ – Ноябрьськ, 5,5 млн тон для відтинку Ноябрьськ – Південний Балик та 8 млн тон на завершальній ділянці.